# Stenopogon orientalis
Stenopogon orientalis är en tvåvingeart som beskrevs av Pavel Lehr 1963. Stenopogon orientalis ingår i släktet Stenopogon och familjen rovflugor. Inga underarter finns listade i Catalogue of Life.